# 부르봉파르마 왕자 미셸

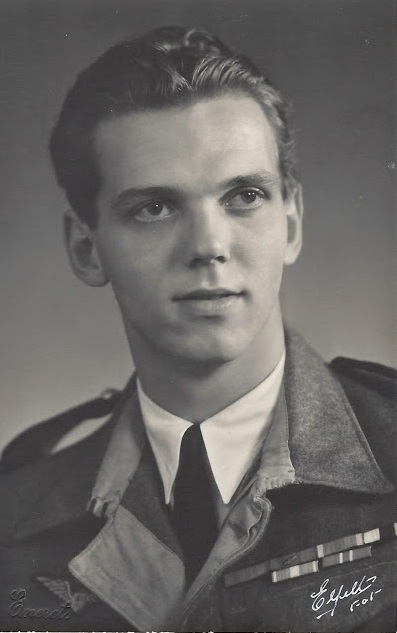
부르봉파르마 왕자 미셸

부르봉파르마 왕자 미셸(Prince Michel of Bourbon-Parma, 1926년 3월 4일 ~ 2018년 7월 7일)은 프랑스 왕자, 사업가, 군인, 레이싱카 운전사로, 폐위된 보르보네파르마가와 공작 가문의 일원이었다.
그는 부르봉파르마의 르네와 그의 아내인 덴마크 공주 마르가레트의 아들이었다. 아버지로서 그는 파르마 공작 로베르토 1세(1848–1907)의 손자였으며, 어머니를 통해 덴마크의 크리스티안 9세의 증손자가 되었다. 미셸 왕자는 루마니아의 안의 동생이기도 했다.

## 참고 문헌
- (프랑스어) Michel de Bourbon, En parachute, Presses de la Cité, 1949 ASIN B0000DPIAZ
- (덴마크어) Michel de Bourbon, Faldskaermsjaeger : Fra den franske maquis til Indo-Kinas jungle, Hasselbalch, 1949
- (프랑스어) Michel de Bourbon-Parme et Jean-Louis Tremblay, Un prince dans la tourmente, Nimrod, 2010 ISBN 291524328X